# Акутин, Владимир Иванович
Влади́мир Ива́нович Аку́тин (13 июня 1861 — 1920) — уральский казак, герой Первой мировой войны и участник Гражданской войны, генерал-лейтенант (1918).

## Биография
Родился 13 июня 1861 года в семье уральского казака.
Окончил Оренбургскую военную прогимназию и Оренбургское казачье юнкерское училище (1880), выпущен хорунжим в 1-й Уральский казачий полк. В 1901 году окончил Офицерскую кавалерийскую школу.
Чины: подъесаул (1887), есаул (1897), войсковой старшина (1907), полковник (1910), генерал-майор (пр.16.05.1915; ст. 19.11.1914), генерал-лейтенант (1918).
Проходил службу в Уральских казачьих полках, а также на административных должностях в Уральском казачьем войске. В 1913 году Акутин Владимир Иванович стал атаманом 2-го (Лбищенского) отдела Уральского казачьего войска.
После начала Первой мировой войны, 9 августа 1914 года назначен командиром 4-го Уральского казачьего полка. Был награждён Георгиевским оружием
За то, что 13 ноября 1914 г. во главе своего полка при общем наступлении дивизии, атаковал и взял д. Хабелице, занятую австрийской конницей с пулеметами. 14 и 15 ноября со своим полком, прикрывая отход дивизии на позиции у д. Осины, отбил все атаки противника, силой около бригады пехоты с конницей и артиллерией, переходя временами в контр-атаку. В ариергардных боях 21, 22 и 23 ноября отбил ряд атак превосходного в силах противника, чем способствовал выполнению задачи дивизии — прикрытие города Петрокова.
С 1916 года — командир 1-й бригады Уральской казачьей дивизии. 29 декабря 1917 года прибыл в Уральск с частями своей бригады. Член правительства Уральского казачьего войска, с июня 1918 года до 9 ноября 1918 года командовал Уральским военным округом, с правами командующего Уральской отдельной армией (21.09 — 14.11.1918). Был смещён с должности решением войскового съезда.
14 ноября 1918 года Владимиру Ивановичу был присвоен чин генерал-лейтенанта, «за длительную и усиленную работу на пользу Войска» с объявлением Благодарности, и он был назначен членом Военного совета. Выставлял свою кандидатуру на выборах войскового атамана, но не был избран.
С осени 1918 года по январь 1919 года командовал Саратовской группой войск Уральской армии. После падения г. Уральска, в январе 1919 года уехал в Калмыков, где проживал без должности до июня 1919 года. С 14 июня 1919 года, командовал 2-м Илецким корпусом в составе Уральской отдельной армии, в августе 1919 — начальник частей, оборонявших Гурьев.
27 декабря 1919 года генерал Акутин, вместе со штабом корпуса попал в плен к частям алашординцев (см. также Уральско-Гурьевская операция) в п. Кызыл-Куга (другие источники — у селения Малый Байбуз), был отправлен в п. Уил, затем некоторое время находился на ст. Джурун. Расстрелян в начале 1920 года в г. Москве).

## Награды
- Орден Святого Станислава III степени (1887);
- Орден Святой Анны III степени (1896);
- Орден Святого Станислава II степени (1905);
- Орден Святой Анны II степени (1910);
- Орден Святого Владимира IV степени с мечами и бантом (1915);
- Орден Святого Владимира III степени с мечами (1915);
- Георгиевское оружие (1915);
- Орден Святого Георгия IV степени (1915);
- мечи к Ордену Святой Анны II степени (1915);
- Орден Святого Станислава I степени с мечами (1916).